# 埃斯泰尔 (上比利牛斯省)
埃斯泰尔（法語：Esterre，法語發音：[ɛstɛʁ]）是法国上比利牛斯省的一个市镇，属于阿热莱斯加佐斯特区。

## 地理
埃斯泰尔（42°52'29"N, 0°0'25"E）面积1.74 平方千米，位于法国奧克西塔尼大區上比利牛斯省，该省份为法国西南部内陆省份，北至热尔省，西接大西洋比利牛斯省，南与西班牙接壤，东临上加龙省。
与埃斯泰尔接壤的市镇（或旧市镇、城区）包括：维耶伊、埃斯基耶兹-塞尔、吕兹-圣索沃尔、维耶拉、萨利戈斯。

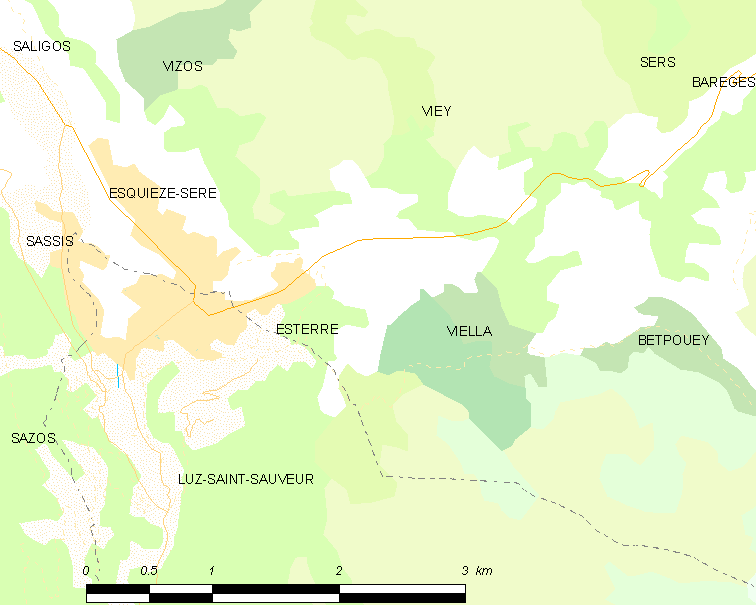
的OSM定位图

埃斯泰尔的时区为UTC+01:00、UTC+02:00（夏令时）。

## 行政
埃斯泰尔的邮政编码为65120，INSEE市镇编码为65173。

## 政治
埃斯泰尔所属的省级选区为激流谷县。

## 人口

1962-2008年间人口变化图示

埃斯泰尔于2022年1月1日时的人口数量为186人。